# 123 av. J.-C.
Cette page concerne l'année 123 av. J.-C. du calendrier julien proleptique.

## Événements
- 7 août 124 av. J.-C. (1er janvier 631 du calendrier romain) : début à Rome du consulat de Titus Quinctius Flaminius et Quintus Caecilius Metellus Baliaricus[1].
  - Tribunat de Caius Gracchus (123-122 av. J.-C.). Il restitue à la commission triumvirale chargée d’appliquer la loi agraire ses prérogatives (droit de délimitations) ralentie par la loi de 129 av. J.-C. Il renforce la loi agraire en redistribuant l’ager publicus (domaine public) aux Romains comme aux Italiens, en Italie comme en Afrique ; il institue des distributions de blé à prix réduit (pour lutter contre la corruption électorale), décide la fondation de nouvelles colonies à Tarente, Capoue, Carthage et Corinthe, fait construire des routes, des greniers en Italie, mesures destinées à soulager la misère du petit peuple[2]. Il fait voter une loi interdisant d’enrôler des soldats de moins de 17 ans[3].
  - Loi sur la province d’Asie : la dîme, l’impôt de pacage, scriptura et les douanes de la province font l’objet d’une adjudication au profit des publicains (classe équestre). Caius Gracchus rallie à sa cause les chevaliers[2].
  - Caius Gracchus, pour affaiblir les pouvoirs du Sénat, exclut les sénateurs de la quaestio perpetua (tribunal créé en 149 av. J.-C.) et de la lex Sempronia : il décide que les membres du tribunal seront choisis dans une liste de jurés comprenant 600 chevaliers. Les sénateurs, perdant le contrôle du tribunal, perdent aussi le contrôle des provinces et les chevaliers accèdent pour la première fois à des fonctions qui dépassent le cadre judiciaire[4].

- Printemps : le général chinois Wei Qing part en campagne en Mongolie avec une armée contre les Xiongnu. Il est victorieux à Dingxiang[5].
- Été : nouvel assaut de Wei Qing contre les Xiongnu, qui se retirent au nord du désert de Gobi[5].

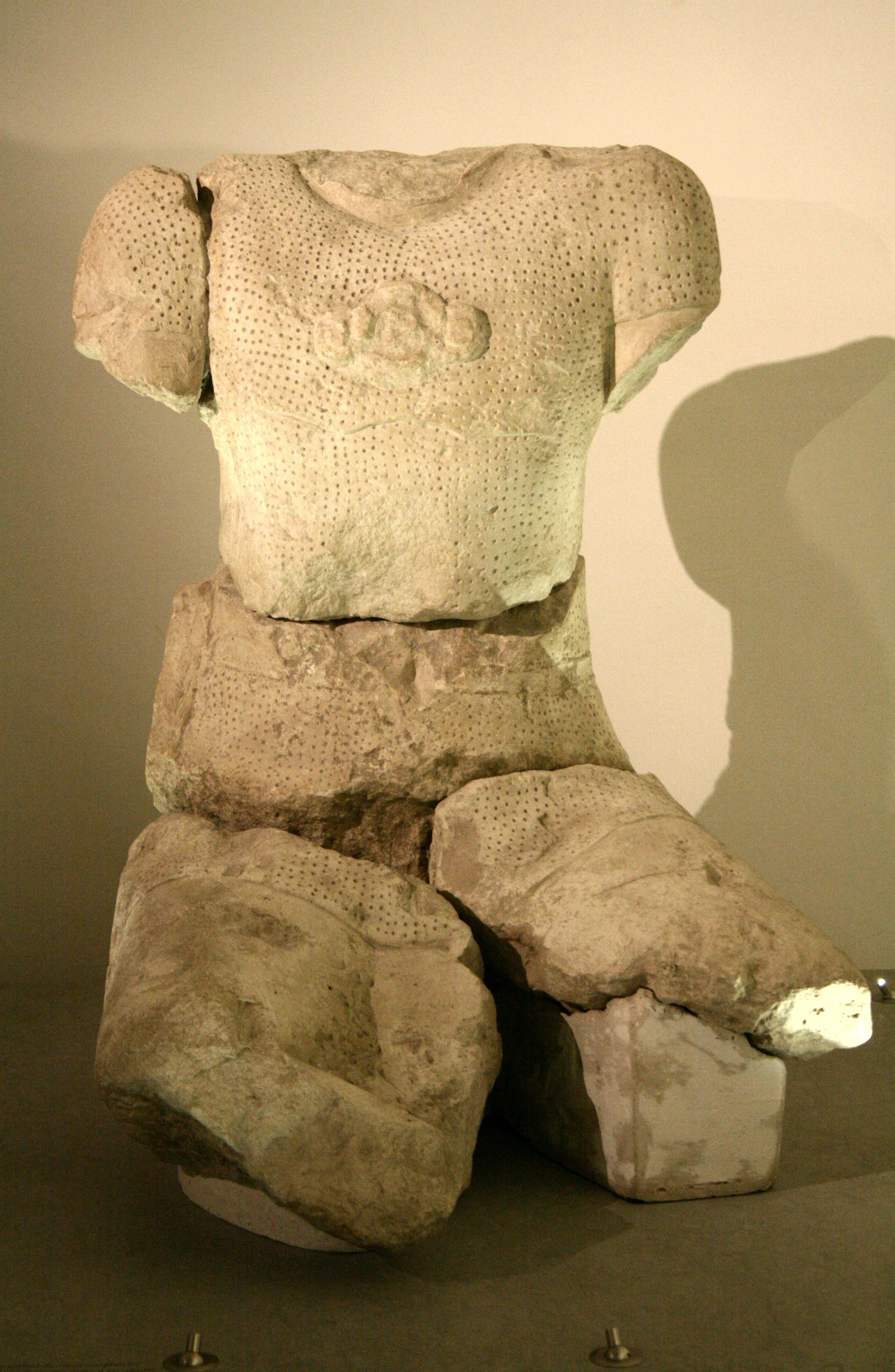
Statue celte du guerrier accroupi d’Entremont.

- Mort du roi parthe Artaban II en Bactriane où il repoussait les Sakas ou Tokhariens (Yuezhi ?). Son fils Mithridate II le Grand lui succède comme roi des Parthes (fin de règne en 88 av. J.-C.)[6]. Le pouvoir parthe est rétabli au bout de deux ans (120 av. J.-C.).

- Début du règne d'Artavazde (II), roi artaxiade d'Arménie (fin en 95 av. J.-C.)[7].
- Antiochos VIII Grypos bat Alexandre Zabinas et l'exécute. Il reste seul roi séleucide de Syrie (fin de règne en 96 av. J.-C.)[8].

- Les Romains mettent fin à une série d'attaques par la tribu celto-ligure des Salluvii (Salyens) contre la ville de Massalia (Marseille). Sextius Calvinus prend l’oppidum d'Entremont[9]. Le roi des Salyens vaincus, Toutomotulos ou Teutomalius, se réfugie chez les Allobroges. Les Romains accordent aux Éduens, qui contrôlent la confluence de la Saône et du Rhône, le titre de peuple allié de Rome. Alliés des Arvernes, les Allobroges attaquent les Éduens. Les Éduens demandent l'aide de Rome qui envoie une armée[10].

- Campagne du consul romain Quintus Caecilius Metellus contre les pirates des îles Baléares (123-122 av. J.-C.). Selon Strabon, il fonde Palma et Pollentia peuplées par 3 000 colons romains venus d'Hispanie[11].

## Décès
- Artaban II, roi des Parthes en Bactriane.
- Alexandre II Zabinas, roi de Syrie, usurpateur.